# Дэвис, Мостин
Мостин Ллевелин Дэвис (англ. Mostyn Llewellyn Davies; 26 июня 1910, Лондон — 23 марта 1944, Ново-Село) — британский офицер, майор Управления специальных операций, ответственный за связи между Британской армией и Народно-освободительной повстанческой армией Болгарии во Вторую мировую войну.

## Биография
Мостин Дэвис родился 26 июня 1910 года в Лондоне. Учился в школах Charterhous и Magdalen College в Оксфорде, работал бухгалтером в Trinity House. Добровольцем вступил в Британскую армию в начале Второй мировой войны, позднее завербован в Управление специальных операций. Участвовал в миссиях в Западной Африке, США и Южной Америке. Женился 6 августа 1942 в Лагосе (Нигерия). Летом 1943 года отправлен в составе миссии в Каир.
15 сентября 1943 Мостин Дэвис руководил британской военной миссией на Балканах «Маллигатоуни» (англ. Mulligatawny): в состав его команды вошли сержант Ник Мёрвин, сержант Джон Уокер, а также сержанты Уот и Шейн. Все были сброшены с парашютами у деревни Црвена-Вода, к западу от горы Караорман на территории оккупированной Югославии. После высадки Дэвис установил контакт с Враньским партизанским отрядом НОАЮ и его командиром Живоином «Брка» Николичем. При помощи Владо Тричкова и Делчо Симова связался с Главным штабом Народно-освободительной повстанческой армии Болгарии.
С начала 1944 года в составе военной миссии Дэвиса пребывал и его коллега Фрэнк Томпсон, майор Управления специальных операций и командир миссии «Клэриджис» (англ. Claridges). Дэвис изучил подробно структуру и состав армии, после чего установил связь с британским командованием и стал заниматься поставкой оружией болгарским партизанам.
23 марта 1944 в составе Косовской партизанской бригады Мостин Дэвис ввязался в бой с болгарскими войсками у деревни Ново-Село в районе горы Чемерник в ходе которого был убит.
Посмертно награждён орденом «За выдающиеся заслуги».